# Fokos

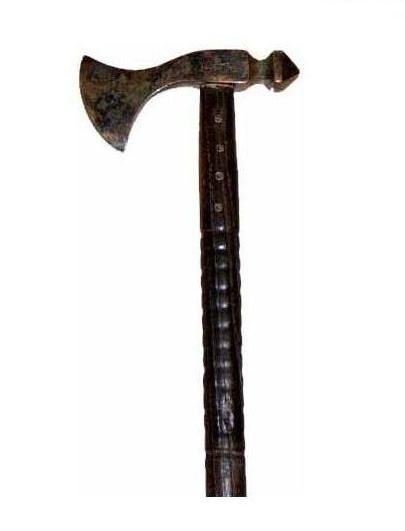
Egy Rákóczi korabeli fokos másolat

A fokos a balta de annál kisebb méretű vágó fegyver, illetve szerszám volt, melyet hagyományőrzésből a 20. századtól ünnepélyes alkalmakkor viseletként is használtak. Nevét a megnagyobbodott fokról kapta, mely a fej éllel átellenes oldala. Fejét rézből vagy vasból kovácsolták, amit fémberakással is díszíthettek. Készült kerek vagy szögletes, gombszerű fokkal, amivel tompa ütést lehet adni; és nyúltabb, hegyessel, ami egy nagyon hatékony szúró fegyvert eredményez. Ez utóbbit csákányfokosnak nevezik. A hosszú nyél miatt nagy erőt lehet vele kifejteni, egy csákányfokos akár a lemezvértet vagy a páncélsisakot is átütötte.
A fokos régen a pásztorok munkaeszköze volt, használata a kanászbaltához vezethető vissza. Formailag a bakonyi betyárbalta képez a kettő közt átmenetet, mely ék alakú, és már kezdetleges tompa fokkal rendelkezik. Speciális alakúvá fejlődött a bányatisztek fokosa, amit egyesek szerint a bányászok a vágatok és a kőzet ellenőrzésére használtak.
A keményfa nyelet a nép fiai már suháng korukban kiválasztották, és néhol a későbbi szilárd fogás miatt a kérget szisztematikusan felsértve azon apró dudorokat hoztak létre. A díszítő faragás is hasonló céllal történt, melyet sokan maguk készítettek. A fokos nyelét díszítő mintázatot néhol apró szögekkel egészítették ki, de azt rézverettel vagy ólomöntettel is készíthették.
A fokos fontos szerepet töltött be a harcokban, az avatási rítusokban, a párbajokon, esküvőkön és a mulatságokon bemutatott táncok kiegészítő eszközeként, ezért a szükségszerű használaton túlmenően egyfajta kultikus nemzeti tárggyá is vált a magyarság körében. A véressé fajuló összetűzések miatt néhol az éllel rendelkező fokost tiltották, (ezeknek a neve lett az ontra-fokos a ,,csontra" szóból), - másutt a teljes fokoshasználatot betiltották egy időre.
A fokost sokan hungarikumnak gondolják, és jogosan, mert a magyarság használta legszélesebb körben és legtovább Európában, bár fokost a körülöttünk élő szlávok is használták. A tótok által használt formát használták az északon élő magyarok is, mely alak is a baltára hasonlít de ez rövid és csapott fokkal rendelkezik és balaskának is nevezték.

## Története
A legenda szerint a kínaiak Huang-tinek, a Sárga császárnak tulajdonítják a fokos, az íj és a nyíl feltalálását…
Az első írásos emlékek Csin Si Huang-ti (i. e. 2699–i. e. 2588) uralkodása idejéből viszont azt állítják, hogy a fokos első használói ázsiai lovas népek voltak. Ezen források szerint már a hunok is használták, de a hunok a fokos használatát a tangutoktól vették át. A lovas nomád népek által került a fegyver később Európába. Előkelő avar sírokból is kerültek elő fokosok. A fokos a honfoglaló magyarok fegyverzetéhez is hozzátartozott. 
Egészen a 19. századig használták fegyverként, például a 18. században az Eszterházy gránátos ezred felszerelésének része volt.
A honfoglalók mellett a Kárpátok gorál pásztorai is használták, ezért Lengyelországban, Szlovákiában, és Ukrajnában is ismert eszköz. Elnevezése is ennek megfelelően szlovákul valaška, lengyelül ciupaga, és ukránul бартка vagy топірець.
Az 1848–49-es forradalom és szabadságharc idején a fegyverellátás hiánya miatt a nemzetőrök, valamint a honvédek a honvédseregben is használták. A szabadságharc után a fokos a pásztorok és a parasztok, majd az önkényuralom idején a betyárok fő fegyvere lett. Magyar betyárábrázolásokon a fokos szinte kötelező elemként jelenik meg a legények kezében. A fokos később a magyar nép mindennapi önvédelmi eszköze lett, mellyel az emberek elsősorban a vadállatok, különösen a farkasok ellen védelmezték magukat és állataikat.
Mint a pásztorok, bojtárok úgy a falusi legények is igen megkedvelték, és egyfajta öltözeti kiegészítőként magukkal hordták, mikor látogatóba vagy vásárba mentek. Egyes vidékeken a vőfélyek a címerükként is használták. Napjainkra elsősorban dísztárggyá vált, és népművészek készítik mint emlék- vagy ajándéktárgyat.

## Fokos galéria

Honfoglaló magyar lovas fokossal
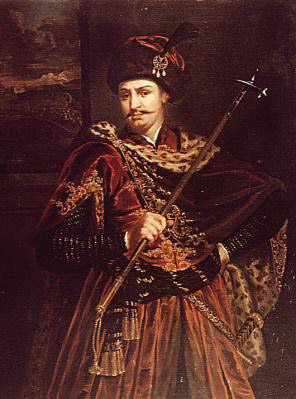
Thököly Imre kezében  fokossal
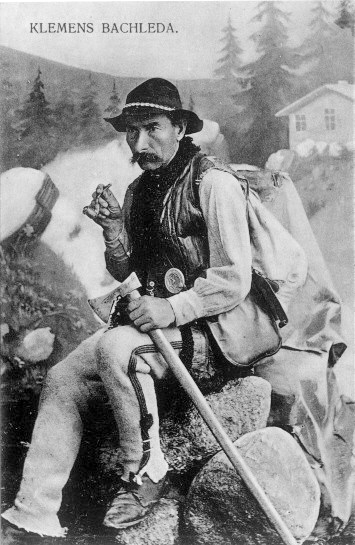
Gorál pásztor kezében a „ciupaga”
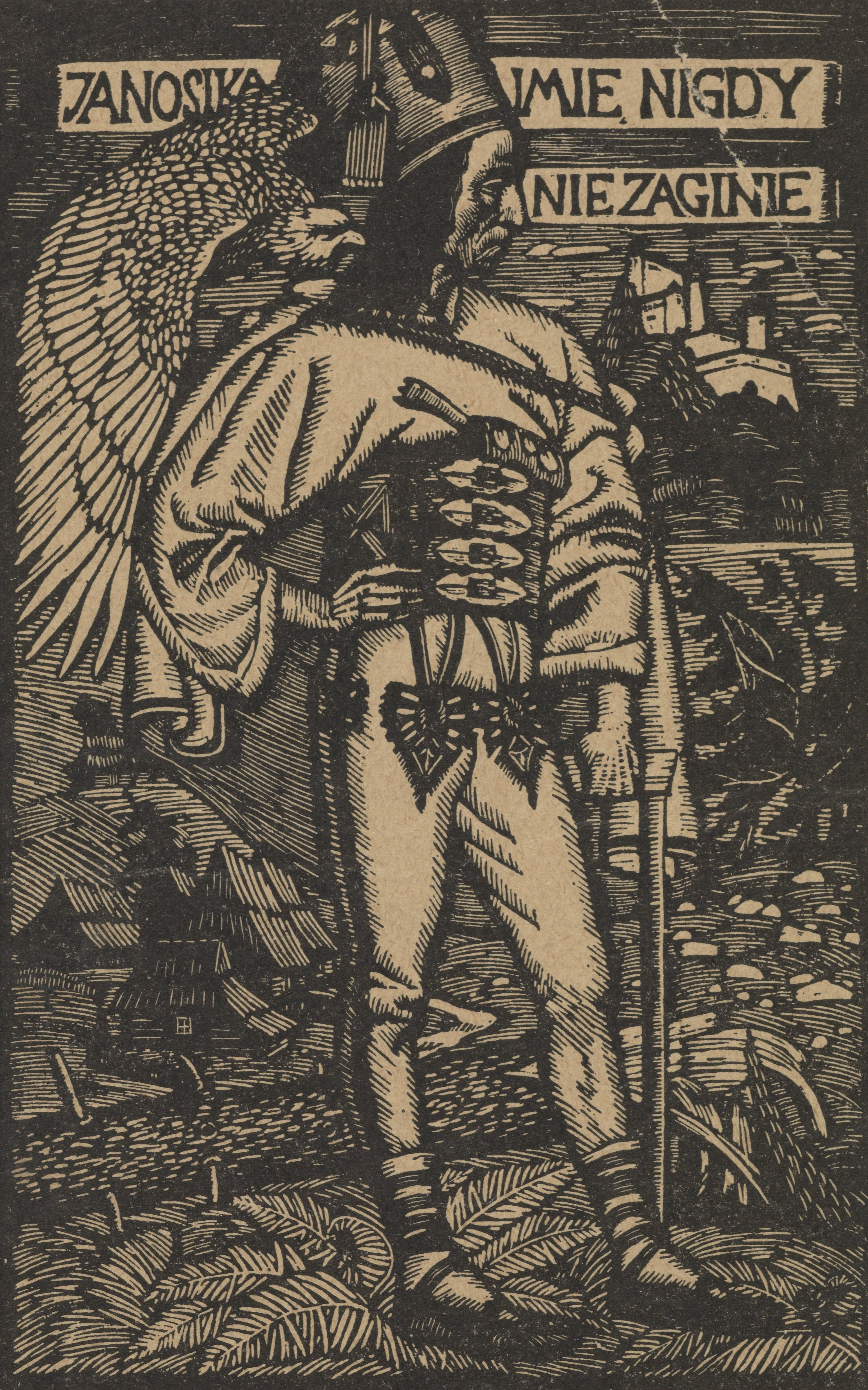
Jánosik György a hírhedt szlovák betyár
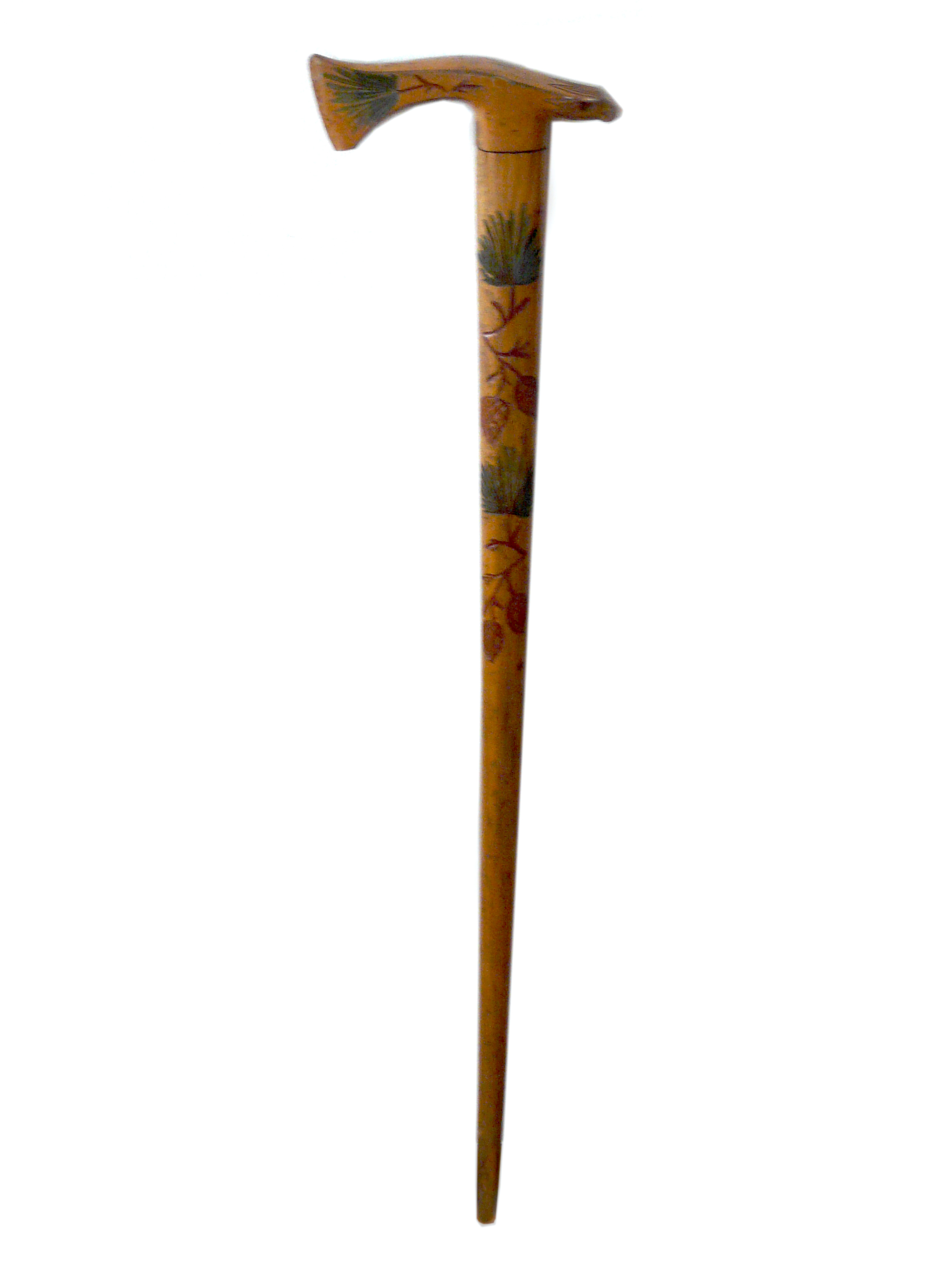
Ciupaga másolata